# غوستاف ماير
غوستاف ماير (بالألمانية: Gustav Meyrink )‏ (و. 1868 – 1932 م) هو كاتب، ومترجم، وروائي، وكاتب خيال علمي، من النمسا، ولد في فيينا، توفي في اشتارنبرغ، عن عمر يناهز 64 عاماً.

## وصلات خارجية
- غوستاف ماير في قاعدة بيانات الأفلام على الإنترنت
- غوستاف ماير على موقع IMDb (الإنجليزية)
- غوستاف ماير على موقع ألو سيني (الفرنسية)
- غوستاف ماير على موقع ميوزك برينز (الإنجليزية)
- غوستاف ماير على موقع أول موفي (الإنجليزية)
- غوستاف ماير على موقع ديسكوغز (الإنجليزية)
- غوستاف ماير على موقع قاعدة بيانات الفيلم (الإنجليزية)
- غوستاف ماير على موقع كينوبويسك (الروسية)